# Vilhelm Zeuthen
Vilhelm Peter Zeuthen (9. december 1785 i København – 13. oktober 1827 sammesteds) var en dansk godsejer og højesteretsdommer, bror til Christian Frederik Zeuthen.
Han var søn af assessor i Hof- og Stadsretten og etatsråd Peter Christian Zeuthen, blev 1801 student, privat dimitteret, 1804 cand.jur. og 1806 underkancellist i Danske Kancellis 3. departement, 1808 kancellisekretær, 1810 surnumerær assessor i Den kongelige Landsoverret samt Hof- og Stadsret, 1811 virkelig assessor, 1819 og 1820 fungerende assessor i Højesteret og senere samme år virkelig assessor i Højesteret. Han var etatsråd og blev 1826 medlem af den overordentlige Tiendekommission. 1823 arvede han Tølløsegård, Sonnerupgård og Søgård, som ved hans død gik til broderen Christian Frederik Zeuthen, der senere oprettede baroniet Zeuthen af godserne.
Han ægtede 2. november 1809 Bolette Marie Dorothea Bartholin (10. november 1786 i Soderup – 10. september 1873 i København), datter af Johan Bartholin Eichel til Aastrup.
Han og hustruen er begravet i Tølløse Kirke.